# Gesellschaft für Ethnographie
Die Gesellschaft für Ethnographie e. V. (GfE) ist eine wissenschaftliche Vereinigung mit dem Ziel, die Ethnographie in Forschung, Lehre und gesellschaftlicher Praxis zu fördern. Sie wurde 1990 als Plattform für die vielfältigen ethnologischen Fachbereiche und Praxisfelder gegründet. Dazu gehören neben der Ethnologie (Völkerkunde) die Europäische Ethnologie (Volkskunde) sowie Cultural studies im Allgemeinen (Kulturstudien).
Die Gesellschaft hat ihren Sitz am Institut für Europäische Ethnologie der Humboldt-Universität zu Berlin. Ihrem Selbstverständnis als transdisziplinäre Mittlerin kommt die GfE im Rahmen von Tagungen und Fachbegegnungen sowie als Mitherausgeberin der ethnographischen Fachzeitschrift Berliner Blätter nach. Neben ihren Mitgliedern bietet sie auch Studierenden ein Forum für den Austausch und die Präsentation eigener Arbeiten.

## Kongresse
- 1993: Identität und Ethnizität
- 1995: Die Kulturen der Medizin
- 1997: Nachhaltigkeit: Alternative Landwirtschaft als kulturökologisches Phänomen
- 1999: Ethnisch-kulturelle Differenz und Bildung: Neue Herausforderungen und Ansätze
- 2002: Ethnologie und Gesellschaft – 50 Jahre ethnographisches Arbeiten in Berlin
- 2004: Lichtbild(er) – Abbild(er) – Vorbild(er)
- 2006: Kunst und Ethnographie
- 2008 (April): Ideen-Darstellungen, Wirklichkeiten: Symbolische Repräsentationen in den Amerikas
- 2008 (November): Die Sprache der Dinge – Kulturwissenschaftliche Perspektiven auf die materielle Kultur
- 2010: Ethnographische Raumpraktiken
- 2012: Zwischen Objekt, Text, Bild und Performance; Repräsentationspraktiken ethnographischen Wissens